# レクサス・F

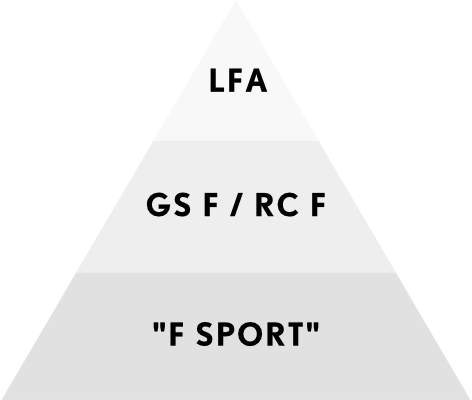
レクサス・Fの階級を示すピラミッド

レクサス・Fは、レクサスの高性能車部門である。「F」は富士スピードウェイの頭文字に由来する。

## 概要
Fは『LFA』、『F』、『F SPORT』の3つの階層に分けられており、それぞれに別のロゴが用意されている。LFAは「究極の走りを体現したFの頂点」、Fは「数々の専門設計で走る喜びを際立たせたプレミアムスポーツ」、F SPORTは「専用チューニングなどFのエッセンスを継承」とそれぞれ説明されている。
Fはエンジン換装のためにオーバーハングの長さが変更されるなど、事実上の専用設計がなされている。一方、F SPORTはエンジンを換装しないままサスペンションやトランスミッションを変更したり、LSDを装着するなどチューニングの規模で独自の味付けがなされている。
2006年に初のFであるIS Fが発表され、2007年に生産が開始された。2007年にはLFAならびにF SPORTのコンセプトが発表され、LFAは2009年、F SPORTは2010年に生産が始まった。
なお「RC-F」のように、ベース車とFの間にハイフンは入る表記は誤りである。LFAはプロトタイプではLF-Aと表記されていたが、市販段階でLFAに変更されている。
また、2022年にF SPORTの上級仕様であり、パワートレーンまで強化されたパフォーマンスモデルであるF SPORT Performanceが追加され、IS FとRC Fに搭載されているエンジンを載せた「IS500"F SPORT Performance"」と16代目クラウンに搭載されているデュアルブーストハイブリッドシステムにあたる「DIRECT4」が採用されている「RX500h"F SPORT Performance"」が発売された。

## 車種
- LFA（生産終了）
- IS F（生産終了）
- GS F （生産終了）
- RC F
- F SPORTは、SUVを含む大半のレクサス車のスポーツバージョンとしてラインナップされる（LCを除く）。

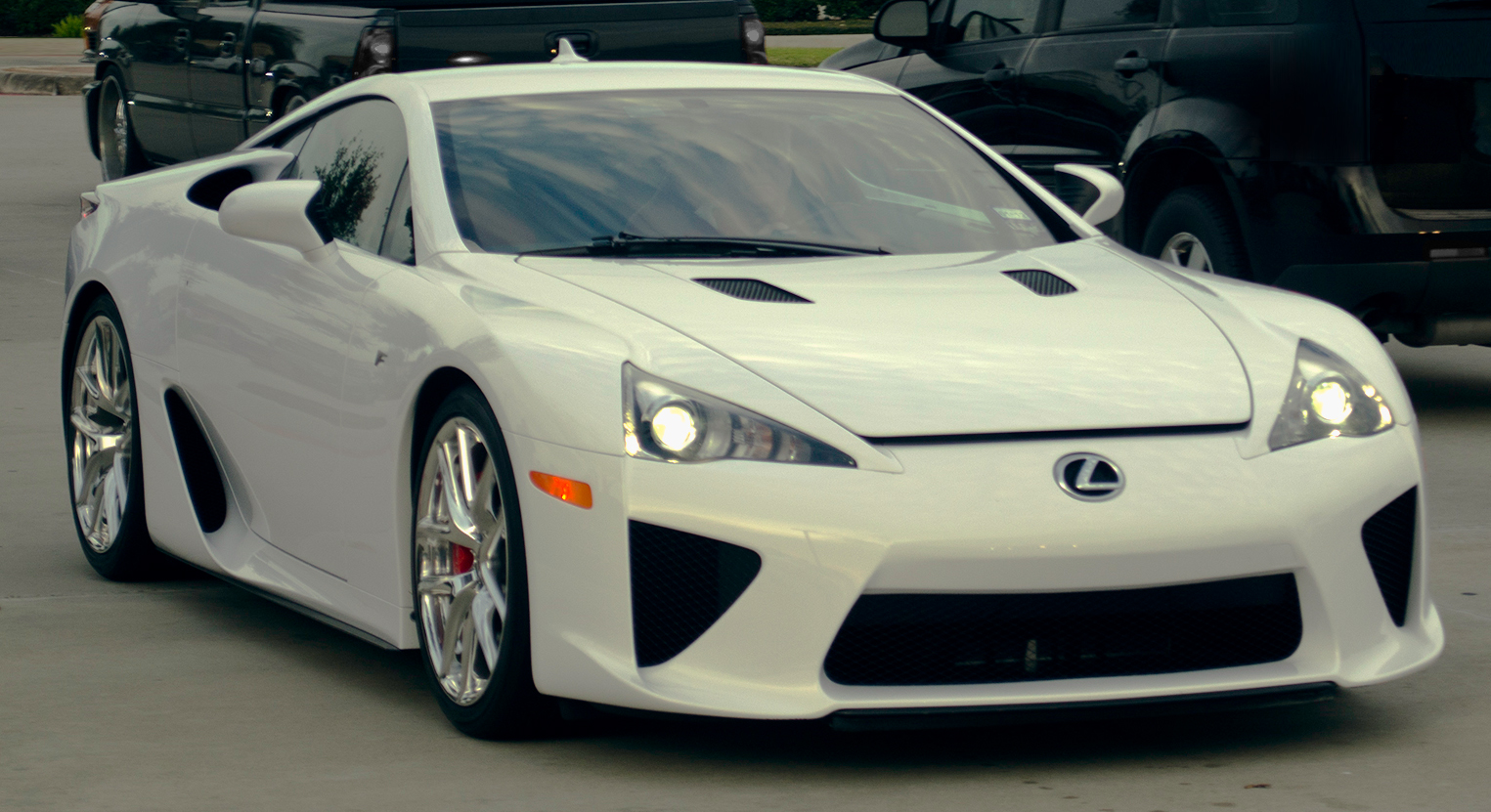
LFA
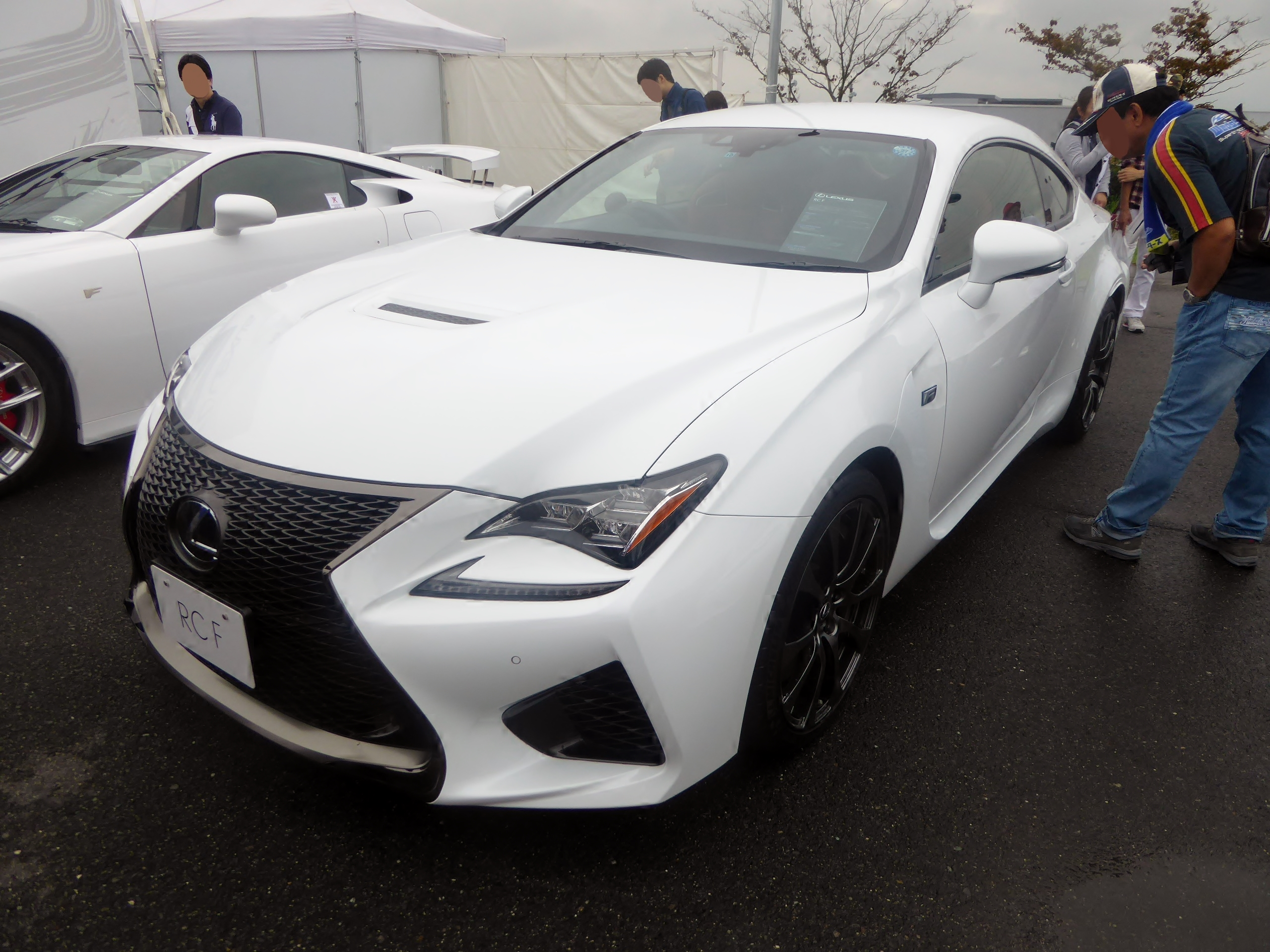
RC F
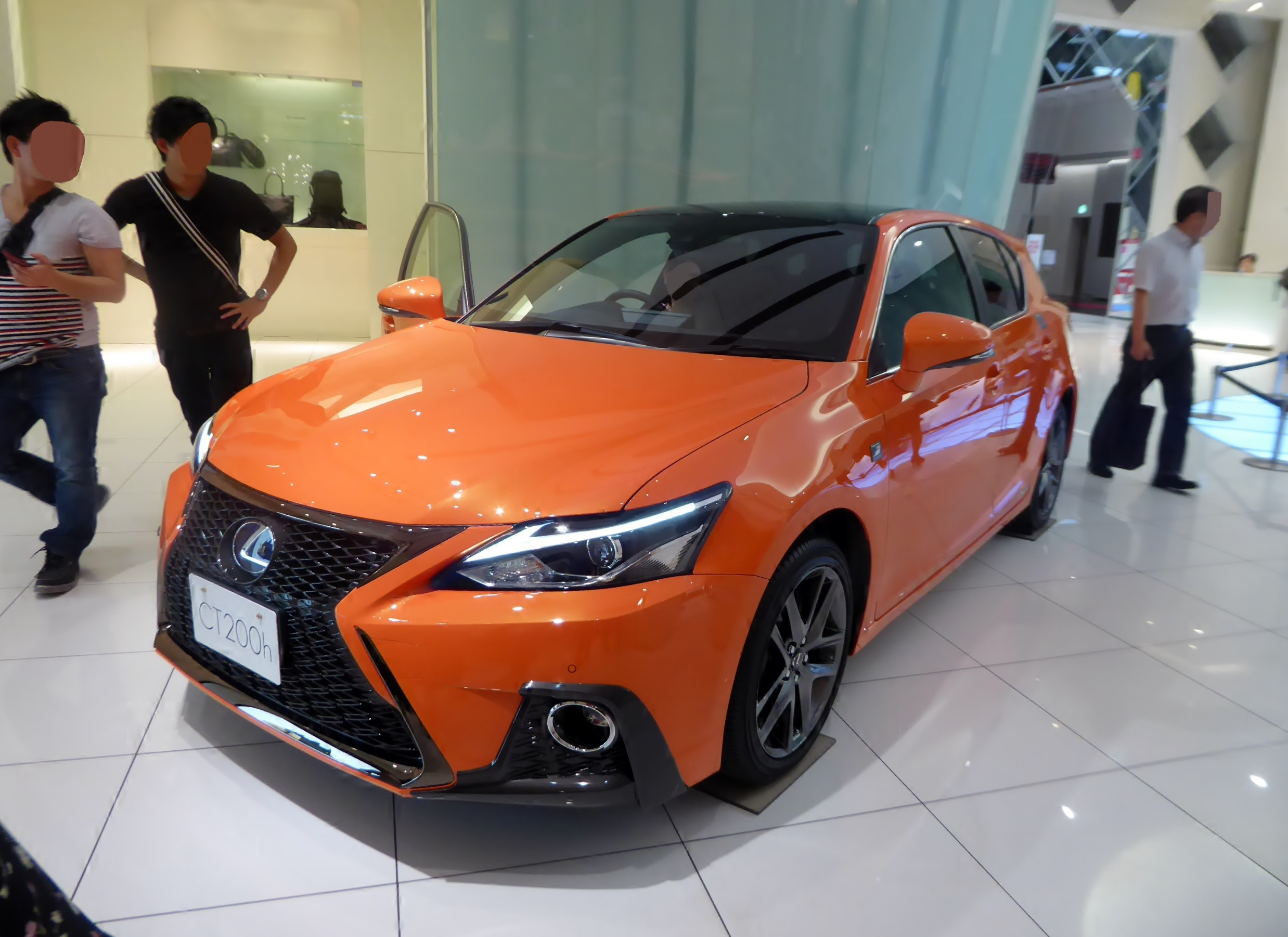
CT200h F SPORT